# Eisenbahnunfall von Wuntho
Bei dem Eisenbahnunfall von Wuntho entgleiste am 30. Dezember 1994 bei Wuntho, Myanmar, der Personenwagen eines Zuges und stürzte in eine Schlucht. 102 Menschen starben.

## Unfallhergang
Der Personenzug war von Mandalay nach Myitkyina unterwegs. Nach einem Bremsversagen befuhr er mit überhöhter Geschwindigkeit die Bonkyaung-Brücke. Dabei entgleiste ein Personenwagen und stürzte in die Schlucht.